# ۲۱ لوتتیا
۲۱ لوتتیا (به انگلیسی: 21 Lutetia) بیست و یکمین سیارک کشف شده‌است که در ۱۵ نوامبر ۱۸۵۲ و در پاریس کشف شد.
قدر مطلق سیارک برابر ۷٫۳۵ است.
۲۱ لوتتیا یک سیارک نوع ام بزرگ در کمربند سیارک‌ها با قطر حدود ۱۰۰ کیلومتر است. قطر بزرگ‌تر این سیارک به ۱۲۰ کیلومتر می‌رسد. این سیارک را هرمان گلدشمیت در سال ۱۸۵۲ کشف کرد و آن زا «لوتتیا» نامگذاری کرد که نام لاتین شهر پاریس است.
لوتتیا شکل نامنظمی دارد و سطح آن به شدت پر دهانه است. قطر بزرگ‌ترین دهانهٔ برخوردی آن به ۴۵ کیلومتر می‌رسد. سطح از نظر زمین‌شناسی ناهمگن است و توسط سیستمی از شیارها و خراش‌ها قطع می‌شود که تصور می‌شود شکستگی باشند. چگالی کلی ظاهری بالایی دارد که نشان می‌دهد از سنگ غنی از فلز ساخته شده‌است.